# Кзыл-Игенче
Кзыл-Игенче — деревня в Арском районе Татарстана. Входит в состав Апазовского сельского поселения.

## География
Находится в северо-западной части Татарстана на расстоянии приблизительно 38 км по прямой на север-северо-восток от районного центра города Арск у речки Шубан.

## История
Основана в 1930-е года.

## Население
Постоянных жителей было: в 1989 году — 69, 72 в 2002 году (татары 100 %), 56 в 2010.